# 祐賀村
祐賀村（ゆうがむら）は、愛知県中島郡にかつてあった村である。
現在の一宮市西部（旧・尾西市）に該当する。村名は、前身となった村名から一文字ずつとった、合成地名である。
木曽川東岸に位置し、岐阜県と接していた。

## 歴史
- 1887年（明治20年）7月 - 岐阜県中島郡東加賀野井村が、愛知県中島郡に編入される。
- 1889年（明治22年）10月1日 - 祐久村と東加賀野井村が合併し、祐賀村が発足。
- 1906年（明治39年）5月10日 - 玉野村、上祖父江村、明地村と大徳村の一部[1]が合併し、朝日村発足。同日祐賀村は廃止。